# Moyosi
Moyosi là một chi nhện trong họ Linyphiidae.